# Vitstrupig fijivisslare
Vitstrupig fijivisslare (Pachycephala vitiensis) är en fågel i familjen visslare inom ordningen tättingar.

## Utseende och läte
Hane vitstrupig fijivisslare är en färgglad tätting med guldgul buk, svart huva och bröstband och olivgrönt ovan. Strupen är rent vit. Honan liknar hanen men är mattare i färgerna och brunare samt saknar bröstband. Sången består av en trestavig melodisk vissling.

## Utbredning och systematik
Arten förekommer i Fiji och delas upp i tre underarter med följande utbredning:
- Pachycephala vitiensis kandavensis – Kadavu
- Pachycephala vitiensis lauana – södra Lauöarna
- Pachycephala vitiensis vitiensis – Gau

Den och gulstrupig fijivisslare behandlades tidigare som en och samma art, fijivisslare (P. vitiensis). Dessa urskiljs som egna arter baserat på skillnader i utseenden och läten.

## Status
IUCN kategoriserar den som livskraftig, men inkluderar gulstrupig fijivisslare i bedömningen.